# Olympische Winterspiele 2002/Teilnehmer (Trinidad und Tobago)
| Gelbes Symbol für Goldmedaillen mit stilisierten Olympischen Ringen | Graues Symbol für Silbermedaillen mit stilisierten Olympischen Ringen | Braundes Symbol für Bronzemedaillen mit stilisierten Olympischen Ringen |
| ------------------------------------------------------------------- | --------------------------------------------------------------------- | ----------------------------------------------------------------------- |
| —                                                                   | —                                                                     | —                                                                       |

Der Inselstaat Trinidad und Tobago nahm an den Olympischen Winterspielen 2002 im US-amerikanischen Salt Lake City mit drei Athleten teil.
Es war die dritte Teilnahme Trinidad und Tobagos an Olympischen Winterspielen.

## Flaggenträger
Der Pilot des Zweierbobs, Gregory Sun, trug die Flagge Trinidad und Tobagos während der Eröffnungsfeier im Rice-Eccles Stadium.

## Teilnehmer

### Bob
Männer, Zweier
- Gregory Sun, Andrew McNeilly (Lauf 1 + 2), Errol Aguilera (Lauf 3 + 4)
37. Platz (3:20,18 min)